# نبيل المملكة
 نبيل المملكة (بالإنجليزية: Peer of the Realm)‏ في المملكة المتحدة، هو من تُخلع عليه مرتبة من مراتب النبالة البيريج، كأن يصبح إيرل أو بارون. ومن حق صاحب هذه المرتبة أن يخاطب بلقب لورد للرجل وليدي للمرأة بدلاً من «السيد» أو «السيدة» اللتين يستخدمهما العامة. وأكثر نبلاء المملكة الذين تتجاوز أعمارهم 21 سنة مؤهلون للانضمام لـ مجلس اللوردات بالبرلمان البريطاني. ولايجوز لهم أن يرشحوا أنفسهم في الانتخابات، لعضوية مجلس العموم ولا التصويت فيها. إلا أن نبلاء المملكة من أيرلندا لا يجوز لهم الجلوس في مجلس اللوردات، ومن ثم يستطيعون التصويت، وترشيح أنفسهم في انتخابات مجلس العموم. وبعض نبلاء المملكة يرثون، عادةً، أراضي شاسعةً، وآخرون لا يرثون سوى ألقابهم.
يخلع الملك أو الملكة الألقاب على النبلاء بإصدار خطابات براءة لهم تعرف ببراءات التمليك. ويوجد في بريطانيا أكثر من 1,000 نبيل، يحملون ألقابًا بالوراثة ـ أي أنها انتقلت إليهم بعد موت حاملها ـ وفي أغلب الحالات، ينتقل لقب النبيل إلى أقرب وريث ذكر. وغالبًا ما يكون الوريث سليل حامل اللقب الأول. وفي بعض الأحيان ترث النساء ألقاب النبالة.

## درجات النبالة
هناك خمس درجات للنبلاء ـ يرجع تاريخها إلى ما قبل انضمام اسكتلندا وأيرلندا إلى إنجلترا لتكوين المملكة المتحدة ـ وهي:

## دوق
الدوق هو أعلى درجات النبلاء وهي بمعنى قائد في اللاتينية. وتسمى المرأة، أو زوجة الدوق الدوقة، وغالبًا يكون الدوق من السلالة الملكية (يحمل الدماء الملكية) أي أنه يكون أخًا أو مالها للحاكم، ويحق له أن يحكم البلاد من حسب ما يسمح به التسلسل الملكي.

## ماركيز
الماركيز هو الدرجة الثانية في سلم النبلاء. وكلمة ماركيز بمعنى والي منطقة حدودية. والمرأة، أو زوجة الماركيز هي الماركيزة. وحامل لقب ماركيز، أو ما دون ذلك، يشار إليه في الخطابة الشفهية أو الكتابة غير الرسمية بكلمة لورد. وزوجة الماركيز أو البيرز في حقِّها الخاص البيّرى يشار إليها بكلمة ليدي.

## إيرل أو الكونت
أما الإيرل فهو الدرجة الثالثة في سلم النبلاء. وإيرل كلمة إنجليزية قديمة، جاءت من كلمة إسكندينافية بمعنى رجل عظيم أو نبيل والمرأة التي تحمل اللقب أو زوجة الإيرل تسمى الكونتيسة.

## فيكونت
الفيكونت هو الدرجة الرابعة في سلم النبلاء. والكلمة تعني الرجل الذي يحتل مكانة الكونت. والمرأة التي تحمل اللقب أو زوجة الفيكونت فهى الفيكونتيسة.

## بارون
البارون هو أدنى درجات سلم النَّبالة. والكلمة بمعنى أحد رجال الملك. والمرأة التي تحمل اللقب، أو زوجة البارون هي البارونة.
يجوز أن يُنْعِم الملك على رجال، أو نساء برتبة من رتب النبلاء، لفترة حياتهم فقط، ويحق لهم الانضمام لمجلس اللوردات، كذلك ينعم الملك على بعض القضاة برتب لفترة الحياة فقط، لينضموا لمجلس اللوردات، للنظر في استئنافات القضايا، التي يفصل فيها مجلس اللوردات كمحكمة قانون.
يجوز، لأي شخص ورث رتبة نبيل أو نبيلة التنازل عن اللقب طوال حياته، أو حياتها، وبعد موته أو موتها يعرض اللقب على الوريث التالي لقبوله أو التنازل عنه.

## نبذة تاريخية
عرفت إنجلترا طبقة النبلاء منذ زمن الساكسون، بعد أن تطور مجلس الملك إلى مجلس لوردات. وخلال القرون الوسطى زاد نفوذ النبلاء، وملكوا الأراضي الواسعة وجمعوا الأتباع حولهم.
في عام 1958 م أصدر البرلمان قانونًا، يعطي الملك حق الإنعام بلقب نبيل على أفراد لفترة حياتهم نبيل مدى الحياة.
وفي عام 1963 م أصدر البرلمان قانونًا يجيز لمن يرثون رتبًا نبيلة التنازل عنها طوال حياتهم، مما يتيح لهم فرصة الانضمام إلى عضوية مجلس العموم.
وكثير من الألقاب التي يحملها النبلاء في الوقت الحاضر يعود تاريخها إلى مئات السنين، توالى خلفٌ عن سلف على حملها دون انقطاع.

## لقب نبيل
لقب نبيل هو امتياز قانوني يمنح منذ قديم الزمن ويهدف إلى تمييز أعضاء طبقة النبلاء عن غيرهم من عامة الشعب. والامتيازات الممنوحة لطبقة النبلاء في الوقت الحالي ما هي إلا بروتوكولات، إلا أنها شكلت أساس النظام الإقطاعي في العصور الوسطى، والقائم بالأساس على تنظيم حيازة الأراضي والعلاقات بين المُقطعين. وما زال هذا النظام قائمًا في البلدان الخاضعة للنظام الملكي مثل بلجيكا والدنمارك وإسبانيا وليختنشتاين ولوكسمبورغ وموناكو والنرويج وهولندا والمملكة المتحدة والسويد والفاتيكان. والألقاب النبيلة في الجانب الأكبر منها هي ألقاب موروثة، حيث تتعاقب على الابن والابنة الكبرى لحامل اللقب ومنها ينتشر استخدامها ليشمل الأزواج الشرعيين والأرامل الذين لم يعقدوا زواجهم مرة أخرى. أما في معظم البلدان التي لا زالت تحتفظ بشدة بالتشريعات النبيلة مثل المملكة المتحدة وإسبانيا، فإن هذه الألقاب لا يمكن أن تكون مجالًا للمعاملات التجارية وتتم المعاقبة القانونية لكل من يسيء استخدامها.